# オレンジジュース (お笑いコンビ)
オレンジジュースは、かつてプロダクション人力舎で活動していたお笑いコンビ。2007年10月4日解散。

## メンバー
- 前田 武伸（まえだ たけのぶ、1981年9月25日 - ）ボケ担当

神奈川県相模原市出身。血液型A型。身長167cm。
解散後は2008年1月6日から2009年2月6日まで、元ラムシャンプーの池田宜敬とのコンビ「オレンジシャンプー」として活動。
- 村上 靖明（むらかみ やすあき、1981年1月31日 - ）ツッコミ担当

島根県松江市出身。血液型A型。身長173cm。
解散後はしばらくの活動休止を経て太田プロセミナーへ入学。その後コンビ「ピンクパンダ」として活動した。

## 概要
共にスクールJCA10期生であり、2001年10月にコンビ結成。主に漫才を得意としていたが、2007年10月4日にコンビを解散した。

## 出演番組
- 爆笑オンエアバトル（NHK）戦績0勝3敗 最高205KB
- キング・サブ（テレビ静岡）
- おぎやはぎnoだっぴんぐ（テレビ静岡）